# Karl Gebhardt

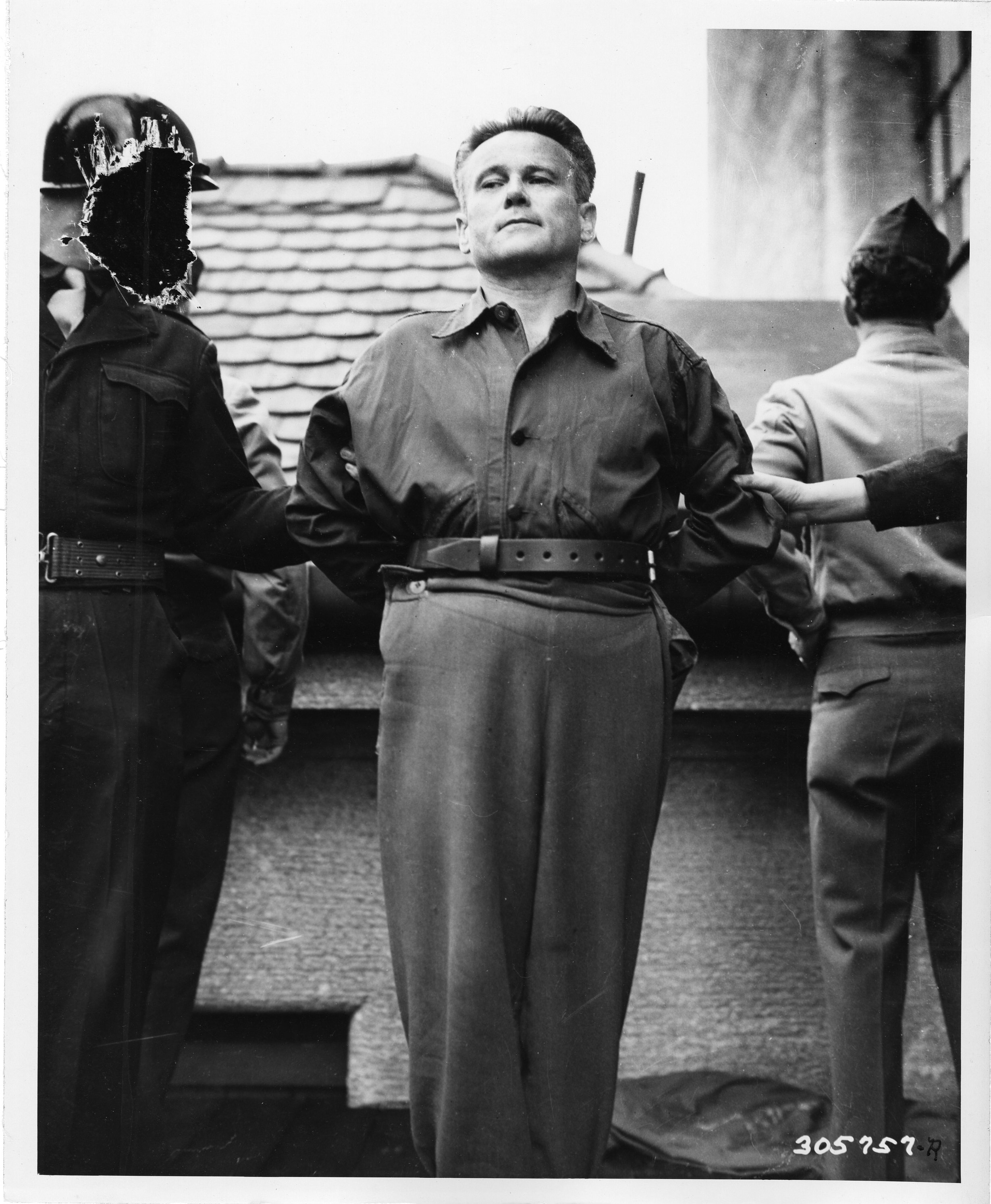
Karl Gebhardt inför avrättningen på Landsbergsfängelsets gård.

Karl Gebhardt, född den 23 november 1897 i Haag in Oberbayern, död den 2 juni 1948 i Landsberg am Lech, var en tysk SS-läkare och Heinrich Himmlers livläkare. Han var chefsläkare vid Hohenlychens sanatorium och som kirurg knuten till Waffen-SS.
Gebhardt samordnade kirurgiska experiment på interner i koncentrationslägren Ravensbrück och Auschwitz. Med dessa experiment sökte han bland annat påvisa att antibiotika var verkningslöst vid behandling av gasbrand. Gebhardt försökte även transplantera ben och armar från lägerfångar till tyska soldater som skadats på östfronten.
Efter andra världskriget ställdes Gebhardt inför rätta vid den så kallade Läkarrättegången och dömdes till döden för krigsförbrytelser och brott mot mänskligheten.

## Tidigt liv
Karl Gebhardt var son till läkaren och sedermera departementsrådet Franz Gebhardt. Han gick i grundskolan i Haag, München samt Landshut, där han lärde känna Heinrich Himmler.

## Läkare i Tredje riket
Gebhardt var 1935–1938 chef för Hohenlychens sanatorium, som från början var avsett för tuberkulospatienter, men under Gebhardts ledning omvandlades till ortopedklinik.
Gebhardt samordnade och ledde medicinska experiment på koncentrationslägerfångar i Ravensbrück och Auschwitz, tillsammans med Fritz Fischer och Herta Oberheuser som tjänstgjorde som hans assistenter. De första experimenten Gebhardt fick order om att utföra kom på order av Himmler själv efter det att Obergruppenführer Reinhard Heydrich avled i sviterna av ett attentat, förövat i Prag i slutet av maj 1942. Gebhardt hade kallats till Prag av Himmler för att försöka rädda Heydrichs liv. Theodor Morell rådde Gebhardt att behandla Heydrich med sulfonamid, men Gebhardt ansåg att Heydrich skulle återhämta sig utan antibiotikabehandling. Heydrich avled av sepsis åtta dagar efter attentatet och Himmler beskyllde Gebhardt för försumlighet. Den 20 juli 1942 inledde Fischer, på order från Gebhardt, sulfonamid-experiment på en grupp kvinnor i Ravensbrück. Gebhardt avsåg, att exculpera sig från ansvaret för Heydrichs död.

## Tyska Röda korset
I slutet av andra världskriget, den 23 april 1945, blev Gebhardt tillfällig operativ chef under Karl Edvard av Sachsen-Coburg-Gotha för Tyska Röda korset efter att hans företrädare Ernst-Robert Grawitz begått självmord. Den 9 maj förlängde Tysklands nye rikskansler och rikspresident, Karl Dönitz, Gebhardts förordnande, som dock endast varade till den 20 maj.

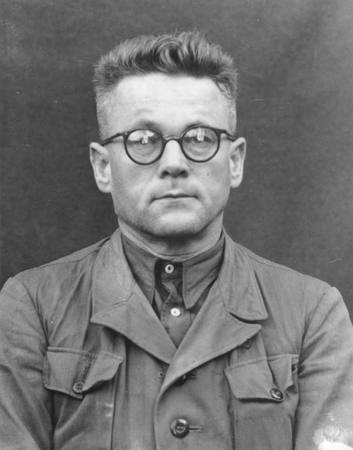
Karl Gebhardt i amerikansk fångenskap.

## Läkarrättegången
Efter andra världskriget ställdes Gebhardt tillsammans med 22 andra läkare och ämbetsmän, däribland Karl Brandt, Viktor Brack, Fritz Fischer och Herta Oberheuser, inför rätta vid den så kallade Läkarrättegången, som avhölls mellan december 1946 och augusti 1947. Gebhardt åtalades för krigsförbrytelser, brott mot mänskligheten samt medlemskap i en kriminell organisation (SS). Tyngdpunkten i åtalet mot Gebhardt låg på hans sulfonamid-experiment på kvinnliga fångar i Ravensbrück. Gebhardt erkände att experimenten hade ägt rum och tog ansvar för sina båda assistenters, Fischer och Oberheuser, handlingar. Gebhardt ådagalagde dock ingen ånger och förklarade att experimenten hade företagits på polska motståndskämpar som dömts till döden och att den tyska staten därmed hade rätt att företa dessa experiment mot fångarnas vilja.
Det framkom vid rättegången att Gebhardt även företagit experiment med ben-, muskel- och nervregeneration samt bentransplantation. Han hade därtill övervakat omfattande steriliseringsexperiment. Gebhardt hävdade inför rätten att han med sin forskning och sina experiment hade haft intentionen att gagna mänskligheten.
I augusti 1947 dömdes Gebhardt och sex medåtalade till döden. Deras nådesansökningar avslogs och de avrättades genom hängning den 2 juni 1948 i Landsbergfängelset i Landsberg am Lech i Bayern. 

## Utmärkelser
Första världskriget
- Järnkorset av andra klassen
- Järnkorset av första klassen
- Såradmärket i svart

Mellankrigstiden
- Ärekorset
- Tyska Olympiska Hederstecknet
- Tyska Röda korsets hedersutmärkelse
- SS-Ehrenring (Totenkopfring)
- SS Hederssvärd (Ehrendegen des Reichsführers-SS)
- SS-Julleuchter: 16 december 1935

Andra världskriget
- Tilläggsspänne till Järnkorset av andra klassen
- Tilläggsspänne till Järnkorset av första klassen
- NSDAP:s tjänsteutmärkelse i brons
- Krigsförtjänstkorset av andra klassen med svärd
- Krigsförtjänstkorset av förstaklassen med svärd
- Såradmärket i svart
- Orden Imperial del Yugo y las Flechas
- Tyska korset i silver: 20 april 1944
- Krigsförtjänstkorsets riddarkors: 16 maj 1944